# Emba (ort)
Emba (kazakiska: Embi, ryska: Эмба) är en ort i Kazakstan.   Den ligger i oblystet Aqtöbe, i den västra delen av landet, 1 000 km väster om huvudstaden Astana. Emba ligger 233 meter över havet och antalet invånare är 18 760.
Terrängen runt Emba är platt.  Trakten runt Emba är nära nog obefolkad, med mindre än två invånare per kvadratkilometer. Trakten runt Emba består i huvudsak av gräsmarker.